# Phorinia verritus
Phorinia verritus är en tvåvingeart som först beskrevs av Walker 1849.  Phorinia verritus ingår i släktet Phorinia och familjen parasitflugor. Inga underarter finns listade i Catalogue of Life.